# Xenoplaca aequatoriensis
Xenoplaca aequatoriensis är en svampart som beskrevs av Petr. 1949. Xenoplaca aequatoriensis ingår i släktet Xenoplaca, divisionen sporsäcksvampar och riket svampar.   Inga underarter finns listade i Catalogue of Life.